# Giro di Toscana 1994
Il Giro di Toscana 1994, sessantottesima edizione della corsa, si svolse il 15 maggio su un percorso di 202,2 km, con partenza a Firenze e arrivo a Arezzo. Fu vinto dall'italiano Francesco Casagrande della Mercatone Uno-Medeghin davanti allo svizzero Pascal Richard e all'italiano Massimo Ghirotto.

## Ordine d'arrivo (Top 10)
| Pos. | Corridore            | Squadra                             | Tempo    |
| ---- | -------------------- | ----------------------------------- | -------- |
| 1    | Francesco Casagrande | Mercatone Uno-Medeghin              | 5h01'06" |
| 2    | Pascal Richard       | MG Boys Maglificio-Technogym        |          |
| 3    | Massimo Ghirotto     | ZG Mobili-Selle Italia              |          |
| 4    | Marco Pantani        | Carrera Jeans-Tassoni               |          |
| 5    | Andrea Ferrigato     | ZG Mobili-Selle Italia              |          |
| 6    | Michele Bartoli      | Mercatone Uno-Medeghini-Juvenes SMR |          |
| 7    | Luca Scinto          | GB-MG Maglificio-Bianchi            |          |
| 8    | Marco Giovannetti    | Mapei-Clas                          |          |
| 9    | Gianni Bugno         | Polti-Vaporetto                     |          |
| 10   | Nelson Rodríguez     | ZG Mobili-Selle Italia              |          |